# صلاح صلاح (مناضل)
هو صلاح محمد صلاح مناضل فلسطيني وأحد مؤسسي الجبهة الشعبية لتحرير فلسطين. ولد في قرية غوير أبو شوشة، وكان أكبر اخوته العشرة، عام 1936. سكن مع عائلته مضارب الشعر وعاش يتيماً بعد استشهاد والده متأثّراً بالتعذيب على أيدي جنود الانتداب البريطاني، لدعمه الثورة الفلسطينية الكبرى.
تلقى تعليمه الابتدائي في طبريا وفي العام 1948 وبعد ترحال في لبنان، حطَّ به الرحال مع عائلته وعشيرته في الجهة الجنوبية من مخيم عين الحلوة، في صورة مشابهة لواقع البلدات في قضاء طبريا، لوبية وحطين وعرب الغوير ونمرين والشجرة وصفورية وعمقا والزيب؛ بينما لجأ كثيرون من العائلة نفسها إلى سورية، حيث لهم في منطقة البطيحة عمومة وخؤولة.

## نشاطه
نشط في حركة القوميين العرب في أعوام (1952-1967)، وشارك أحمد اليماني في تأسيس الكشّاف العربي الفلسطيني منتصفَ الخمسينيّات. شارك في العديد من الدورات العسكريّة في مصر وسوريا، قبل التحاقه بالجبهة الشعبية لتحرير فلسطين. كما عمل في جملة مواقع تنظيميّة وتنفيذيّة، وظلّ عضوًا في المجلس الوطنيّ الفلسطينيّ منذ العام 1969.
أصبح قائداً في الجبهة الشعبية لتحرير فلسطين؛ عضو مستقل في اللجنة التنفيذية لمنظمة التحرير الفلسطينية خلال الأعوام (كانون الثاني 1971-1973)؛ وكان عضوًا في الوفد الفلسطيني الذي اجتمع مع ممثلي الجيش اللبناني في بيروت في أيار عام 1973 للتفاوض لإنهاء الاشتباكات بين قوات منظمة التحرير الفلسطينية وقوات الأمن اللبناني؛ رفض الترشح لإعادة الانتخاب في المكتب السياسي للجبهة الشعبية لتحرير فلسطين التي جرت عام 1993 بعد أن انتقد تسويات الجبهة مع قيادة منظمة التحرير الفلسطينية؛ كان عضواً في المجلس الوطني لمنظمة التحرير الفلسطينية وقائد لجنة العائدين؛ عضو في المجلس المركزي لمنظمة التحرير الفلسطينية؛ رئيس لجنة اللاجئين في المجلس الوطني الفلسطيني؛ شارك في المؤتمر الدولي في لوزان بسويسرا وبالدعوة لدولة ديمقراطية واحدة.

## رفيقة دربه
تزوج من فريال سعيد الشيخ سليم والتي استخدمت الاسم سميرة لأسباب تتعلق بنشاطها في حركة القوميين العرب؛ وأصبحت فيما بعد عضو اللجنة المركزية للجبهة الشعبية حتى عام 2009.

## كتاباته
وثق تجربته النضالية في كتاب حمل اسم: «من ضفاف البحيرة إلى رحاب الثورة».